# Vittorio Clemente
Vittorio Clemente (Bugnara, 12 aprile 1895 – Roma, 15 ottobre 1975) è stato un poeta italiano.

## Biografia
Vittorio Clemente nasce nel paese peligno di Bugnara, in provincia dell’Aquila, da Pasquale, segretario comunale e da Francesca Di Bacco. Inizia a scrivere fin da ragazzo. A Tivoli frequenta la Scuola Normale e, chiamato alle armi subito dopo il diploma, segue il corso allievi ufficiali a Parma e Brindisi.
Sottotenente di fanteria, partecipa alla Prima Guerra Mondiale. Sotto le armi è chiamato da Ardengo Soffici  alla redazione dei giornali di trincea, "La Ghirba" e "Il Gazzettino del Soldato", e stringe amicizia con scrittori quali Antonio Baldini, Renato Simoni e Guelfo Civinini. Dopo la guerra diventa insegnante elementare in alcuni paesi dell'Abruzzo, poi direttore didattico a Teramo e infine ispettore scolastico a Roma e  Rieti. Trasferitosi a Roma, Clemente entra a far parte del Gruppo dei Romanisti e partecipa alla redazione della  Strenna dei Romanisti , pubblicazione annuale di cultura romanesca. Nella capitale incontra importanti personaggi come Trilussa, Cesare Pascarella, Mario dell'Arco, Urbano Barberini, Giulio Battelli, Giuseppe Bottai e i giornalisti Ceccarius ed Ettore Veo. Scrive anche sulle riviste "I Diritti della Scuola" e "La Parola e il Libro".
La sua raccolta di sonetti in dialetto abruzzese Sclocchitte (Gastaldi, 1949) colpisce l'attenzione del giovane Pier Paolo Pasolini che scriverà la prefazione alla sua opera successiva, Acqua de magge (Roma, Società Editrice Siciliana, 1952), e gli dedicherà un profilo critico nell'antologia Poesia dialettale del Novecento (Guanda, 1952), curata insieme a Mario dell'Arco. Pasolini arriva ad affermare, riferendosi al poemetto che dà il titolo alla raccolta, che "la poesia migliore della letteratura abruzzese sarà Acqua de magge di Clemente, poiché l'Abruzzo ricompare di scorcio, divenuto l'assolata, echeggiante terra di una personale infanzia" .
Lo stesso Pasolini ricorderà con gratitudine l'aiuto di Clemente nel trovare lavoro nella Capitale: "Nei primi mesi del '50 ero a Roma, con mia madre... Ero disoccupato, ridotto in condizioni di vera disperazione: avrei potuto anche morirne. Poi con l'aiuto del poeta in dialetto abruzzese Vittorio Clemente trovai un posto di insegnante in una scuola privata di Ciampino, a venticinquemila lire al mese" .
La fama di Vittorio Clemente cresce col tempo e acquisisce nuovi importanti estimatori come Giorgio Caproni , Franco Fortini  ed Ennio Flaiano . Nel 1960, dopo la raccolta Tiempe de sole e fiure (1955), esce il poemetto Canzune ad allegrie... (Lanciano, Edizioni Quadrivio), in cui, come scrive Fortini "la tradizione barocca e quella verista si uniscono coerentemente" . Cinque anni dopo l'autore dà alle stampe una plaquette di versi, Serenatelle abruzzesi (Edizioni La Carovana). Nel 1970, insieme all'amico Ottaviano Giannangeli, stimato poeta in lingua e in dialetto abruzzese, Clemente pubblica Canzune de tutte tiempe (Lanciano, Editrice Itinerari), curata dallo stesso Giannangeli, il quale offre dei versi clementiani una perfetta traduzione metrica.
Vittorio Clemente consegue vari riconoscimenti: nel 1947 vince il Premio "Sanremo" per la poesia dialettale; nel 1948 ottiene il primo posto al Premio "Castaldi" per Sclocchitte; nel 1956 riceve la Medaglia d'argento da parte del Presidente della Repubblica, Giovanni Gronchi, per i Benemeriti della Scuola, della Cultura e dell'Arte.
Il poeta abruzzese si spegne a Roma, all'età di ottant'anni. In occasione della sua scomparsa, Ottaviano Giannangeli cura un fascicolo speciale della rivista abruzzese "Itinerari" raccogliendo omaggi critici di autori come Pasolini, Caproni, Fortini, Sansone e Petrocchi.
Nel 1995, in occasione del centenario della nascita, sempre Giannangeli pubblica il volume antologico Le chiù fine parole (Ediars-Oggi e domani), in cui raccoglie il meglio dell'opera clementina con un'appendice critica di Antonio Bonchino. Lo studioso Franco Brevini include Clemente nelle sue pubblicazioni specialistiche Le parole perdute. Dialetti e poesia nel nostro secolo (Einaudi, 1992) e La poesia in dialetto (Meridiani Mondadori, 1999).

## Opere
- Prime canzone (vernacolo bugnarese), Unione Arti Grafiche Abruzzesi, Roma, 1924
- La Madonna Addulerate, Tip. Angeletti, Sulmona, 1925
- Sclocchitte. Sonetti abruzzesi, Ed. Castaldi, Milano, 1949
- Acqua de Magge, prefaz. di Pier Paolo Pasolini, Mazara, Soc. Editr. Siciliana (stampa: Di Biase, Roma), febbr. 1952
- Tiempe de sole e fiure, Ed. Salvatore Sciascia, Caltanissetta, 1955
- Canzune ad allegrie..., Editr. Quadrivio, Lanciano, 1960
- Serenatelle Abruzzesi, Ediz. La Carovana, Roma, 1965
- Canzune de tutte tiempe, introduzione e versioni metriche di O. Giannangeli, Editr. Itinerari, Lanciano, 1970